# Jim Balent
Compléments
Catwoman
Jim Balent est un dessinateur, scénariste et éditeur américain.

## Œuvres
- 3 Little Kittens: Purrr-Fect Weapons, coauteur Holly Golightly (comics)
- Batman (DC Comics)
- Catwoman
- Evil Ernie (Chaos! Comics)
- From the Darkness, coauteur Ed Polgardy
- Lobo (DC Comics)
- Purgatori (Chaos! Comics)
- Red Sonja  (Dynamite Entertainment)
- Shattered Earth (Eternity Comics)
- Spider Man (Marvel)
- Tarot: Witch of the Black Rose, coauteur Holly Golightly (Broadsword Comics)
- Vampirella
- Victims (Eternity Comics)